# Per Jonsson

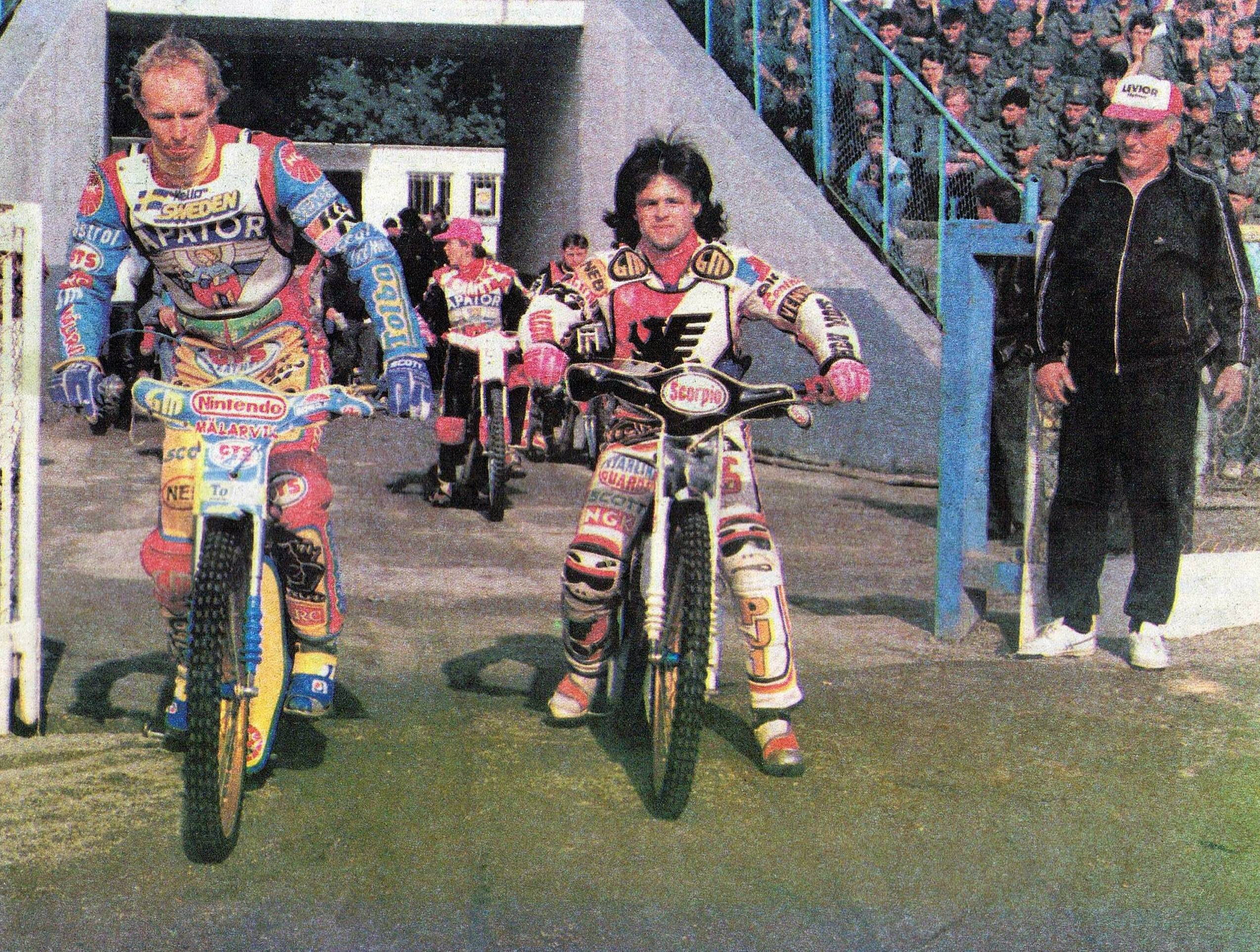
Jonsson (po lewej) w barwach Apatora Toruń podczas meczu derbowego z Polonią Bydgoszcz (1992)

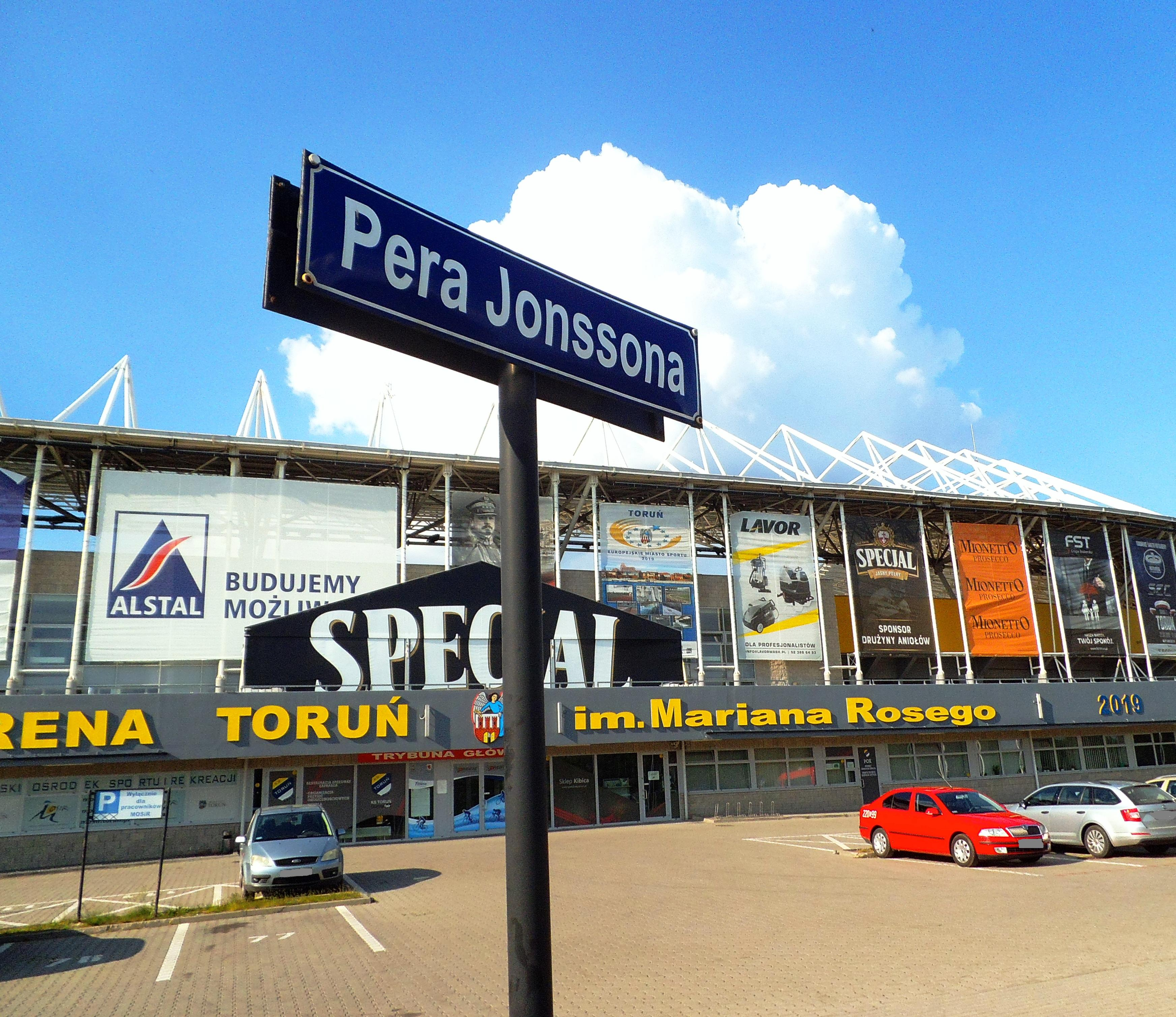
Ulica Pera Jonssona prowadząca do Motoareny Toruń

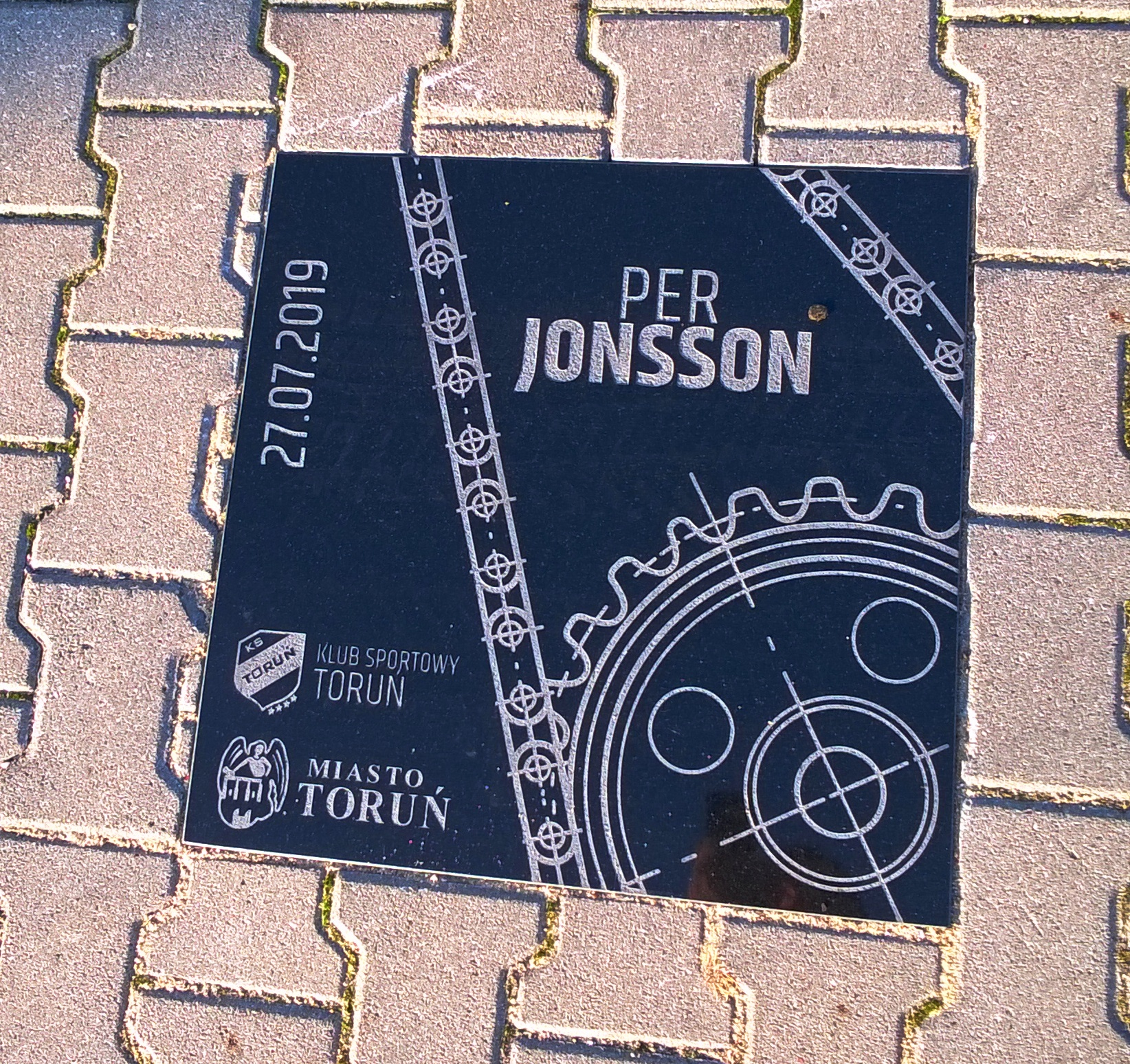
Tablica poświęcona Perowi Jonssonowi w Toruńskiej Alei Sportu Żużlowego

Per Christer Jonsson (ur. 21 marca 1966 w Sztokholmie) – szwedzki żużlowiec, mistrz świata seniorów z 1990 oraz juniorów z 1985.

## Życiorys
W polskiej lidze występował w latach 1991–1994 w barwach Apatora Toruń. 26 czerwca 1994 podczas ligowych derbów Pomorza w Bydgoszczy z Polonią w biegu XII Jonsson upadł już na pierwszym łuku i następnie uderzył w bandę. Uderzenie motocyklem skończyło się bardzo tragicznie: uraz kręgosłupa sprawił, że 28-letni wówczas zawodnik zakończył karierę. Od wypadku porusza się na wózku inwalidzkim.
20 stycznia 2010 r. Rada Miasta Torunia podjęła uchwałę o nazwaniu jednej z ulic miasta jego imieniem. 5 kwietnia 2010 r. odbyło się oficjalne otwarcie ulicy nazwanej imieniem Pera Jonssona, tuż przy toruńskiej Motoarenie.

## Osiągnięcia
Indywidualne mistrzostwa świata
- 1987 –  Amsterdam – 5. miejsce – 22 pkt → wyniki
- 1988 –  Vojens – 5. miejsce – 9 pkt → wyniki
- 1990 –  Bradford – 1. miejsce – 13+3 pkt → wyniki
- 1991 –  Göteborg – 9. miejsce – 7 pkt → wyniki
- 1992 –  Wrocław – 2. miejsce – 11 pkt → wyniki
- 1993 –  Pocking – 9. miejsce – 7 pkt → wyniki

Indywidualne Mistrzostwa Świata Juniorów
- 1985 –  Abensberg – 1. miejsce – 15 pkt → wyniki

Drużynowe mistrzostwa świata
- 1985 –  Long Beach – 4. miejsce – 0 pkt → wyniki
- 1986 –  Göteborg,  Vojens,  Bradford – 4. miejsce – 21 pkt → wyniki
- 1988 –  Long Beach – 3. miejsce – 9+3 pkt → wyniki
- 1989 –  Bradford – 3. miejsce – 8 pkt → wyniki
- 1991 –  Pardubice – 2. miejsce – 9 pkt → wyniki
- 1992 –  Kumla – 2. miejsce – 11 pkt → wyniki
- 1993 –  Coventry – 3. miejsce – 6 pkt → wyniki

Mistrzostwa świata par
- 1985 –  Rybnik – 5. miejsce – 4 pkt → wyniki
- 1988 –  Bradford – 5. miejsce – 12 pkt → wyniki
- 1989 –  Leszno – 2. miejsce – 21 pkt → wyniki
- 1990 –  Landshut – 4. miejsce – 15 pkt → wyniki
- 1991 –  Poznań – 2. miejsce – 7 pkt → wyniki
- 1992 –  Lonigo – 3. miejsce – 14 pkt → wyniki
- 1993 –  Vojens – 1. miejsce – 5 pkt → wyniki

Indywidualne mistrzostwa Szwecji
- 1982 – Eskilstuna – 5. miejsce – 10 pkt → wyniki
- 1984 – Karlstad – 14. miejsce – 4 pkt → wyniki
- 1986 – Norrköping – 1. miejsce – 14 pkt → wyniki
- 1987 – Göteborg – 1. miejsce – 14 pkt → wyniki
- 1988 – Kumla – 1. miejsce – 15 pkt → wyniki
- 1989 – Eskilstuna – 3. miejsce – 12 pkt → wyniki
- 1990 – Sztokholm – 3. miejsce – 13 pkt → wyniki
- 1991 – Västervik – 3. miejsce – 12 pkt → wyniki
- 1992 – Mariestad – 2. miejsce – 12 pkt → wyniki
- 1993 – Linköping – 1. miejsce – 13 pkt → wyniki
- 1994 – Västervik – zakwalifikował się do finału, ale już wcześniej zakończył karierę z powodu kontuzji → wyniki

Młodzieżowe indywidualne mistrzostwa Szwecji
- 1982 – Kumla – 6. miejsce – 10 pkt → wyniki

## Nagrody i wyróżnienia
- 1995 – Medal „Za zasługi dla Miasta Torunia” na wstędze[3]

## Upamiętnienia
- 2010 – ulica prowadząca do Motoareny Toruń[4]
- 2019 – Toruńska Aleja Sportu Żużlowego[5]